# 16561 Rawls
16561 Rawls este un asteroid din centura principală de asteroizi.

## Descriere
16561 Rawls este un asteroid din centura principală de asteroizi. A fost descoperit pe 3 noiembrie 1991 la Kitt Peak National Observatory în cadrul proiectului Spacewatch. El prezintă o orbită caracterizată de o semiaxă mare de 2,93 ua, o excentricitate de 0,05 și o înclinație de 14,2° în raport cu ecliptica.